# Konongo
Konongo es una ciudad minera de la región de Ashanti de Ghana. En marzo de 2000 tenía una población censada de 26 735 habitantes. Se encuentra ubicada en el centro-sur del país, cerca de la ciudad de Kumasi, del lago Bosumtwi y al oeste del lago Volta.
El nombre Konongo se deriva del folclore rural de beber aceite de palma (kor-nom-ngo).